# Biserica de lemn din Sălișca Vale

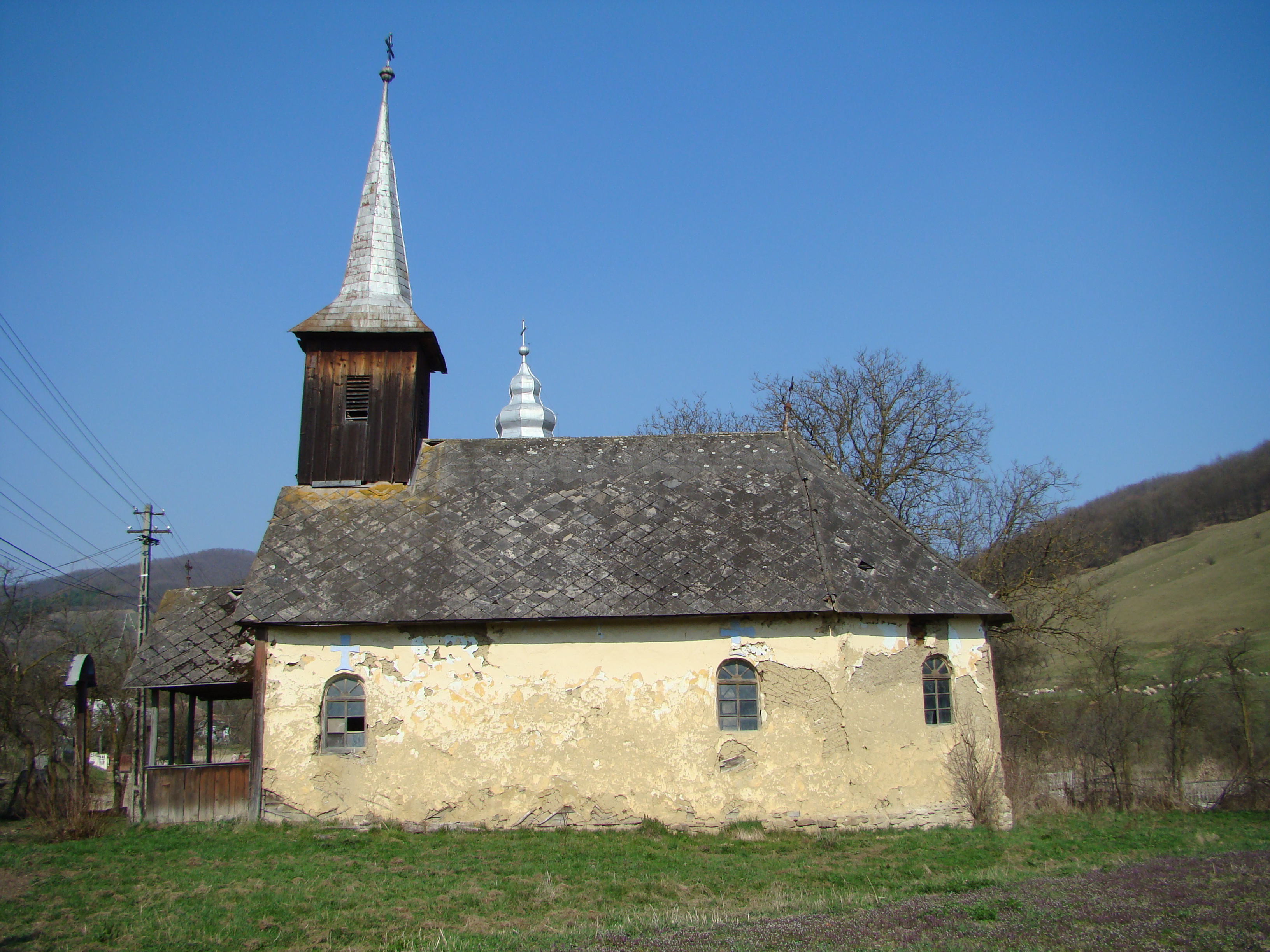
Biserica greco-catolică de lemn din Sălișca, județul Cluj, foto: aprilie 2009.

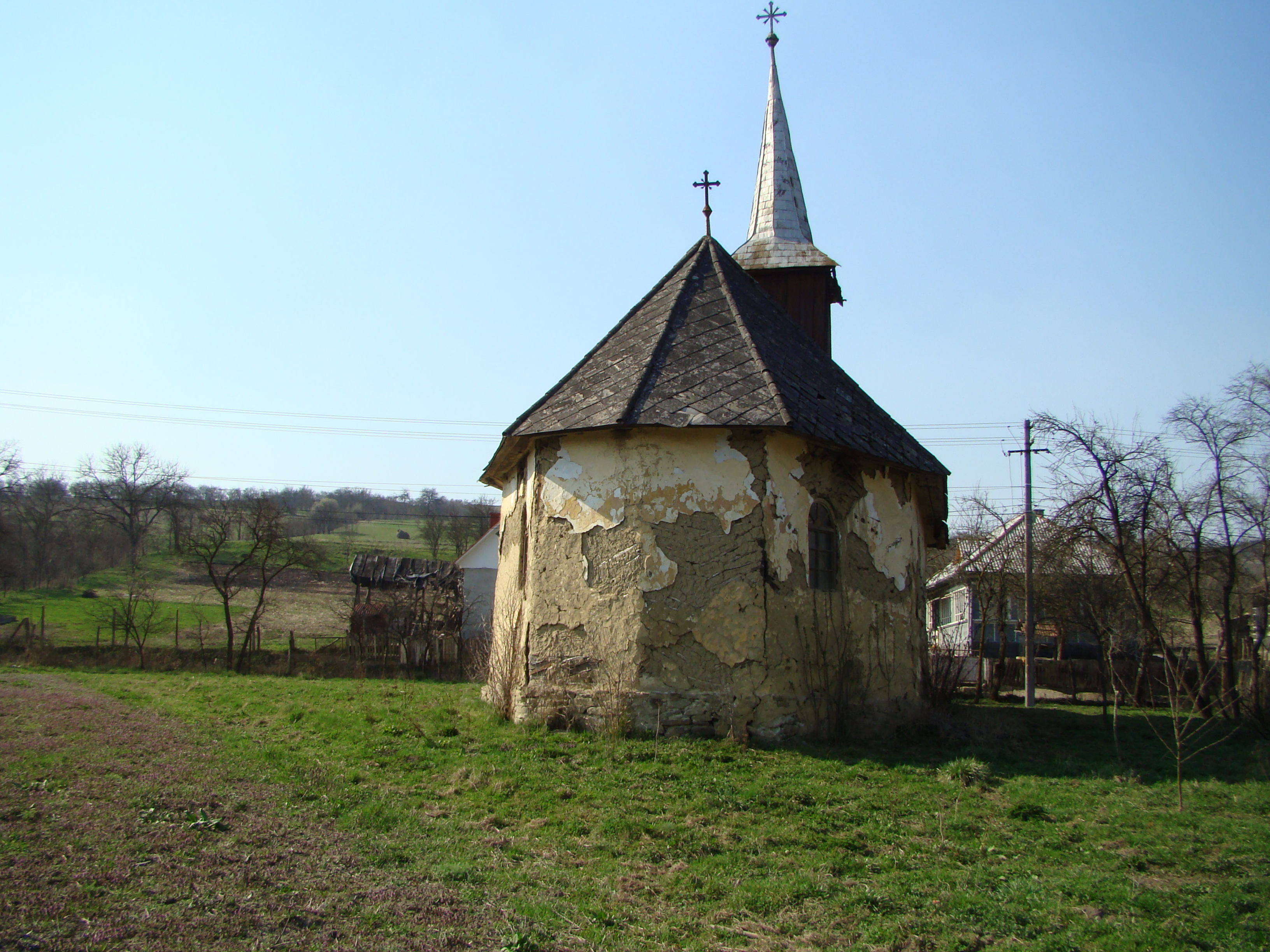
Biserica greco-catolică de lemn din Sălișca, județul Cluj, 2009.

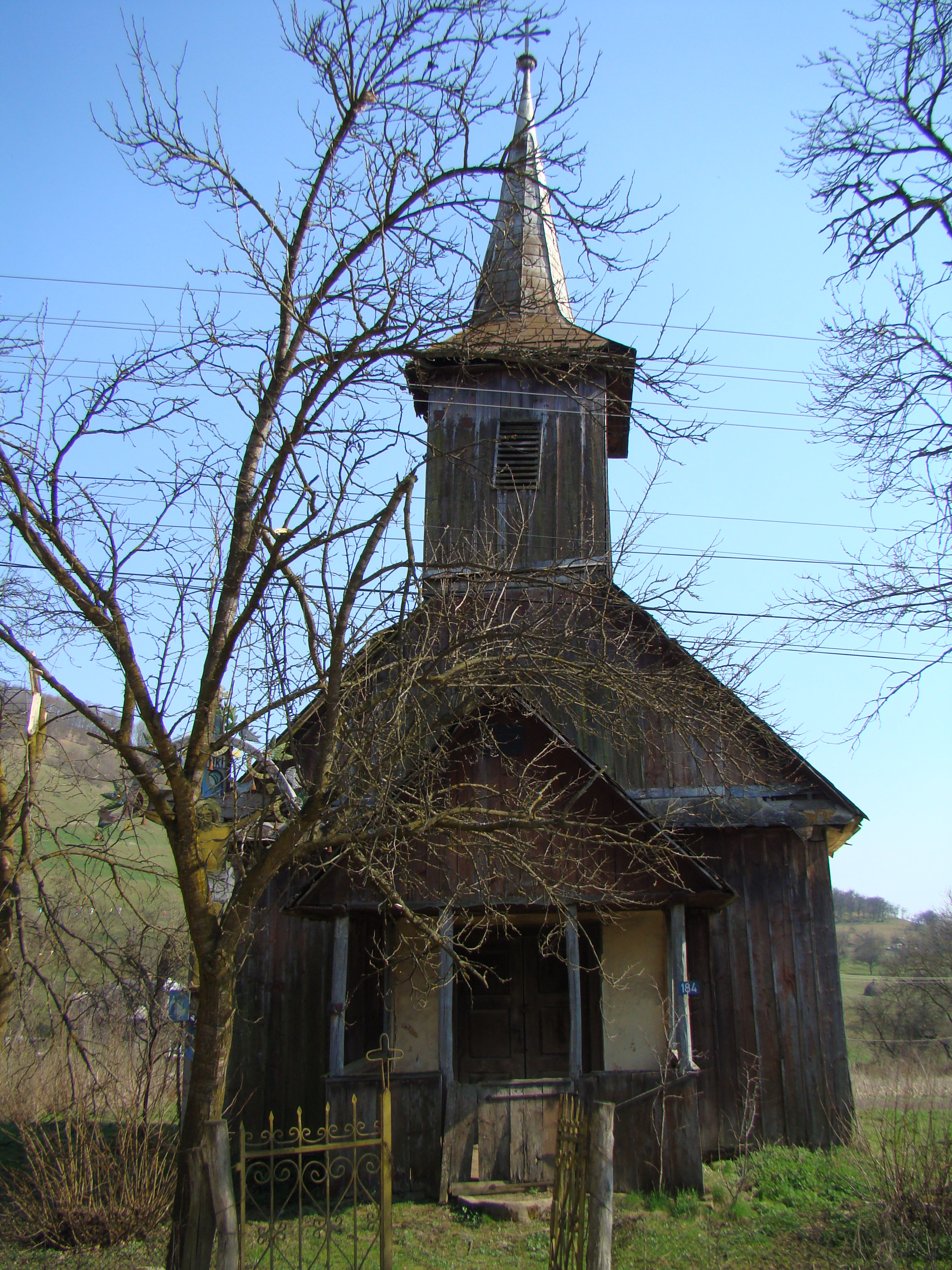
Biserica (vest)

Biserica greco-catolică de lemn din Sălișca Vale, comuna Câțcău, județul Cluj, a fost adusă din localitatea Rohia, județul Maramureș în anul 1907. Șematismul Episcopiei greco-catolice de Cluj-Gherla pe anul 1947 precizează faptul că biserica avea hramul "Sfinții Arhangheli Mihail și Gavriil". Biserica nu se află pe lista monumentelor istorice.

## Istoric și trăsături
O lucrare dedicată Bibliei de la Bălgrad, editată de Mănăstirea Rohia, amintește de una din vechile biserici de lemn ce se aflau în Rohia. Conform acestei lucrări, biserica de lemn din Gura Uliței, a fost mutată în Sălișca Deal la anul 1907.
În prezent biserica se află în apropierea bisericii noi, de zid. Este tencuită, acoperită cu plăci de asbest și fleșa turnului clopotniță cu tablă. Intrarea se face în axul bisericii, pe latura de vest. Absida altarului are trei laturi și este nedecroșată.

## Imagini

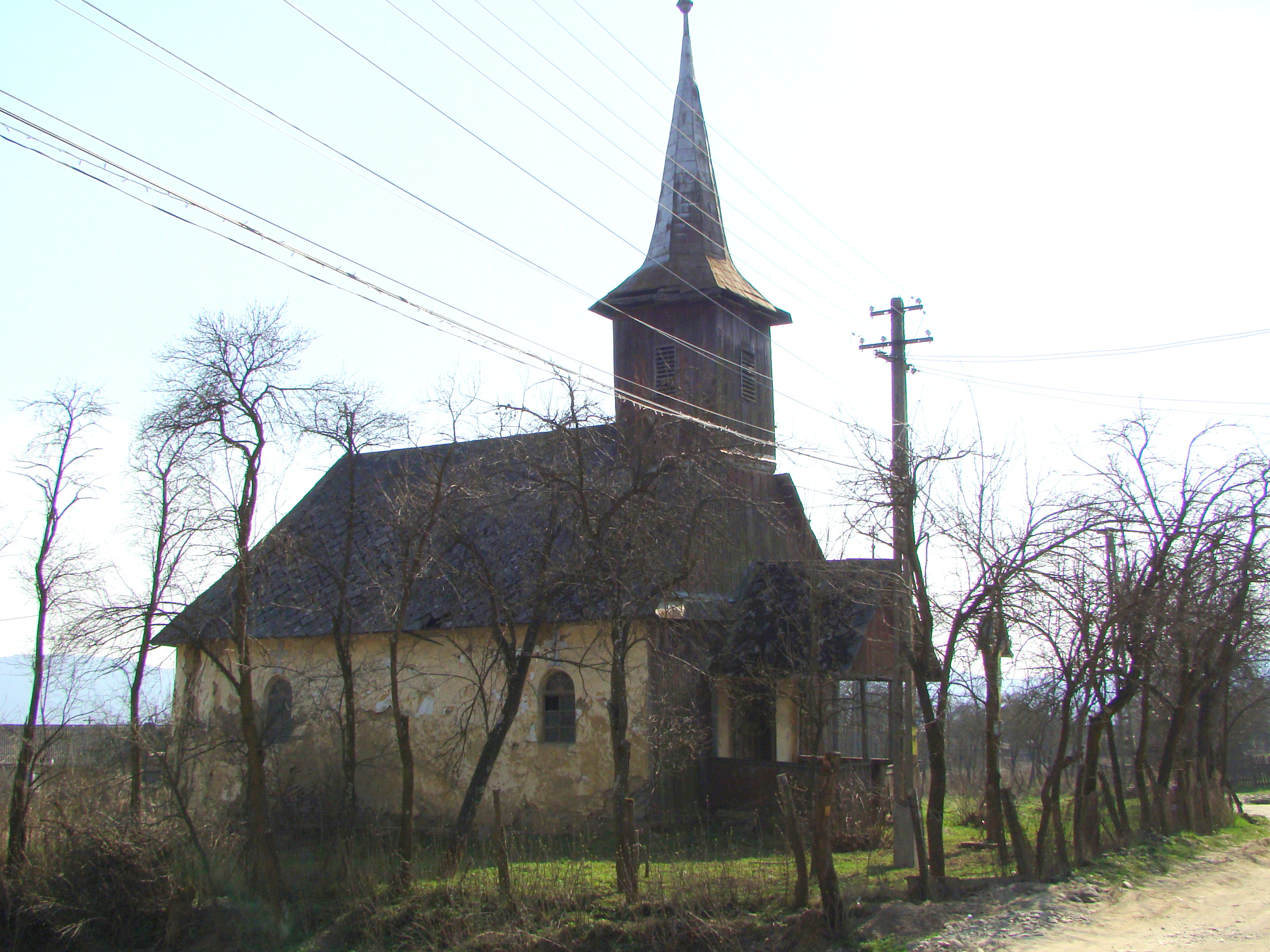
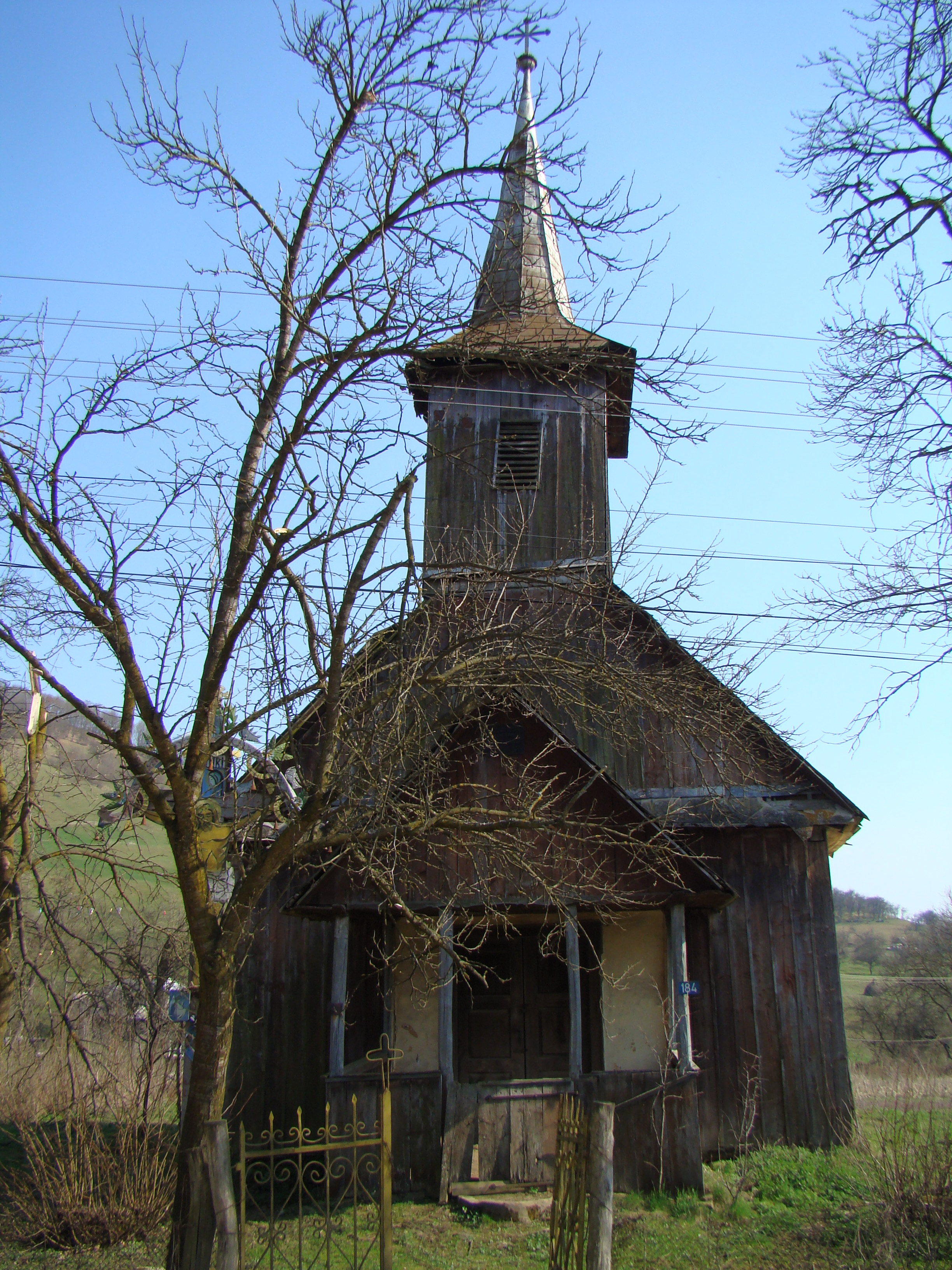
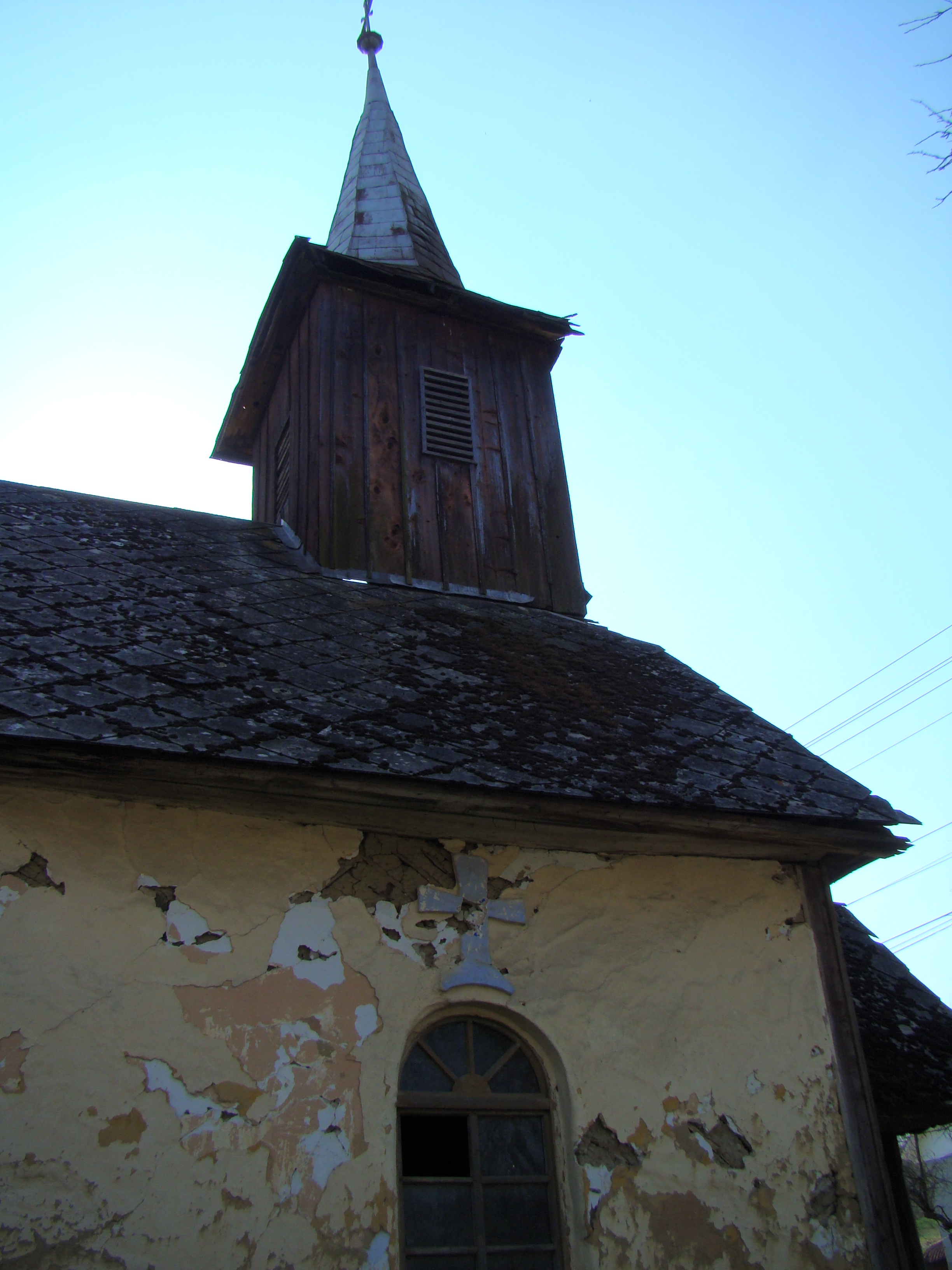
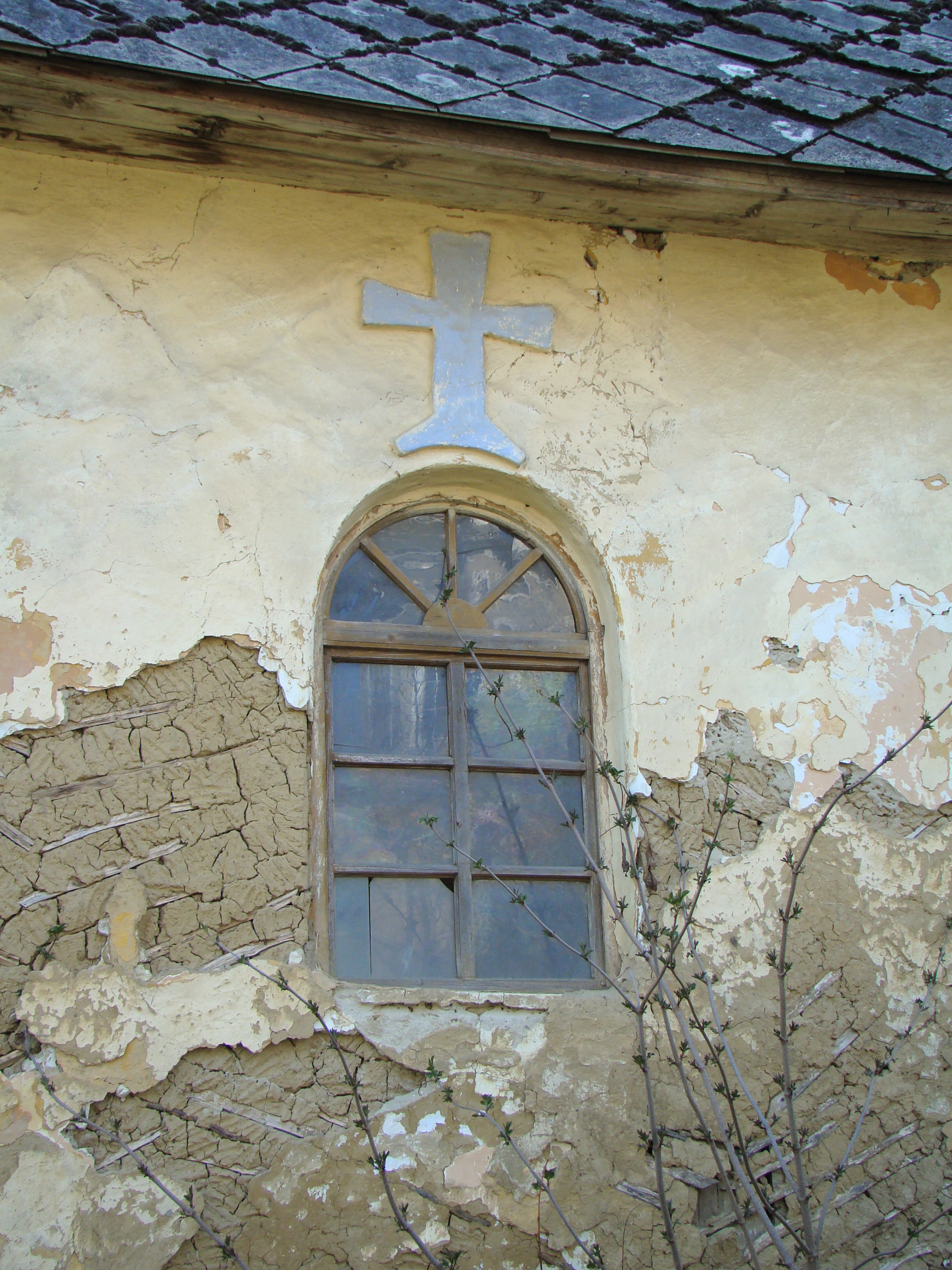
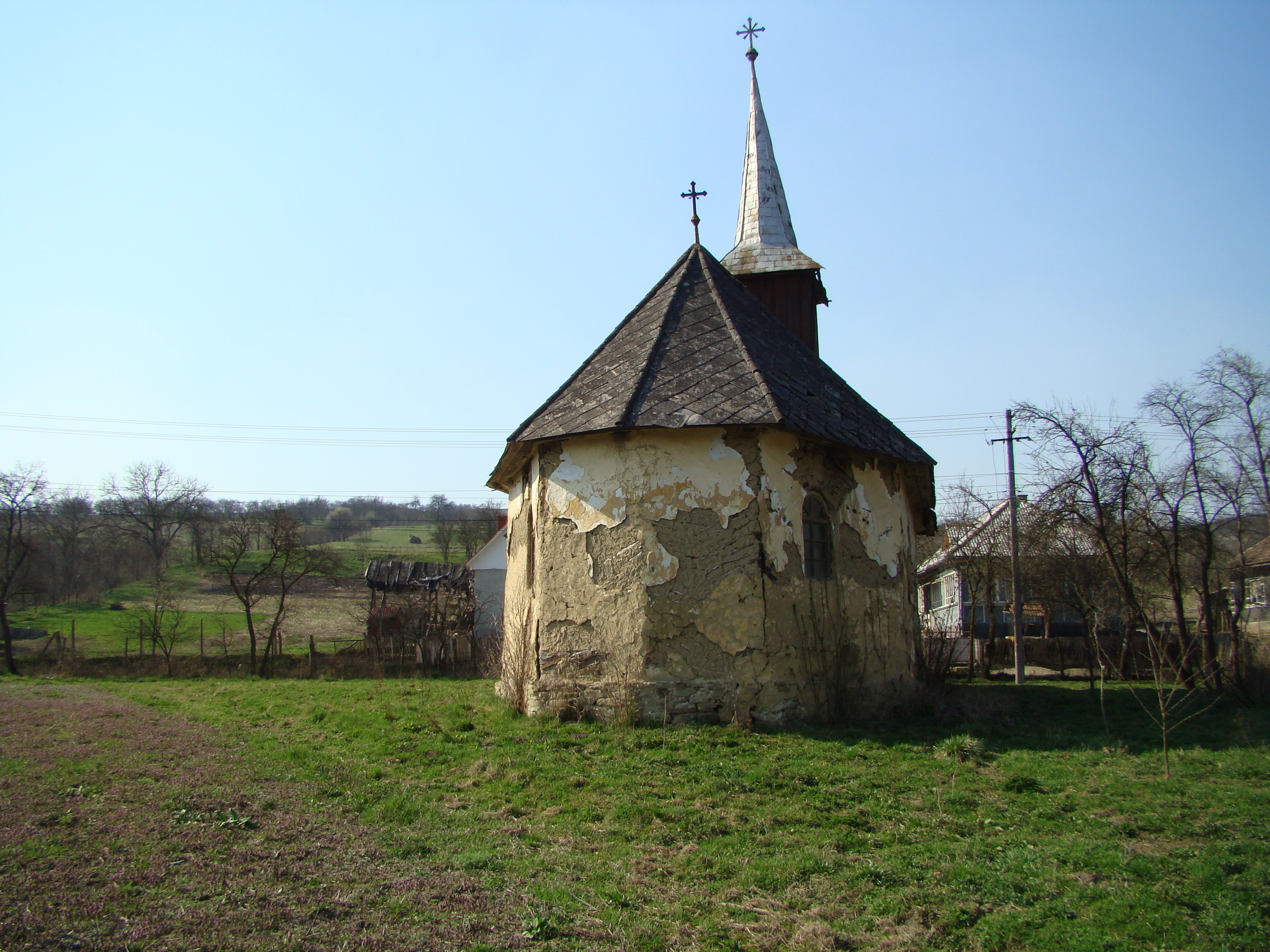
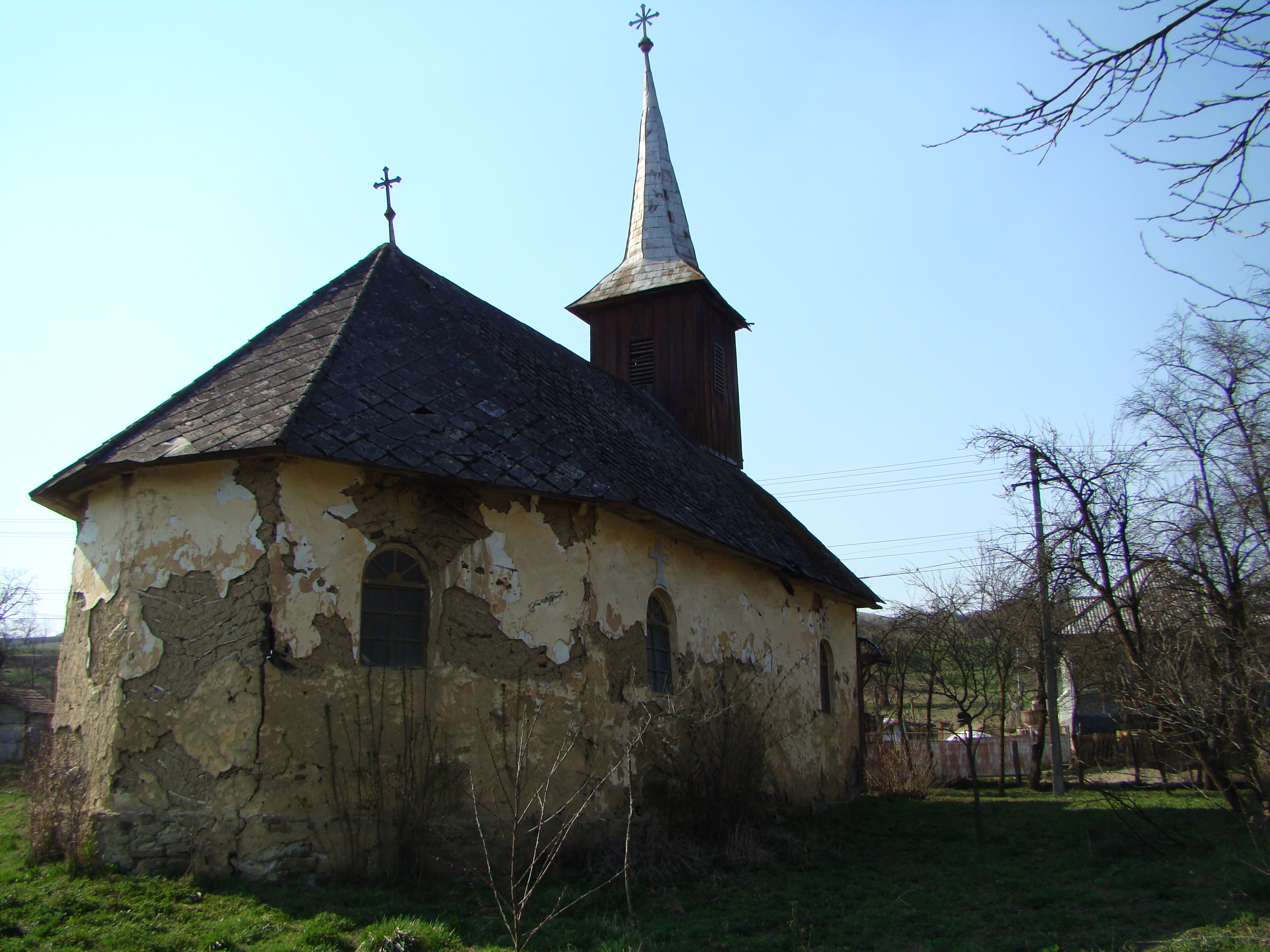
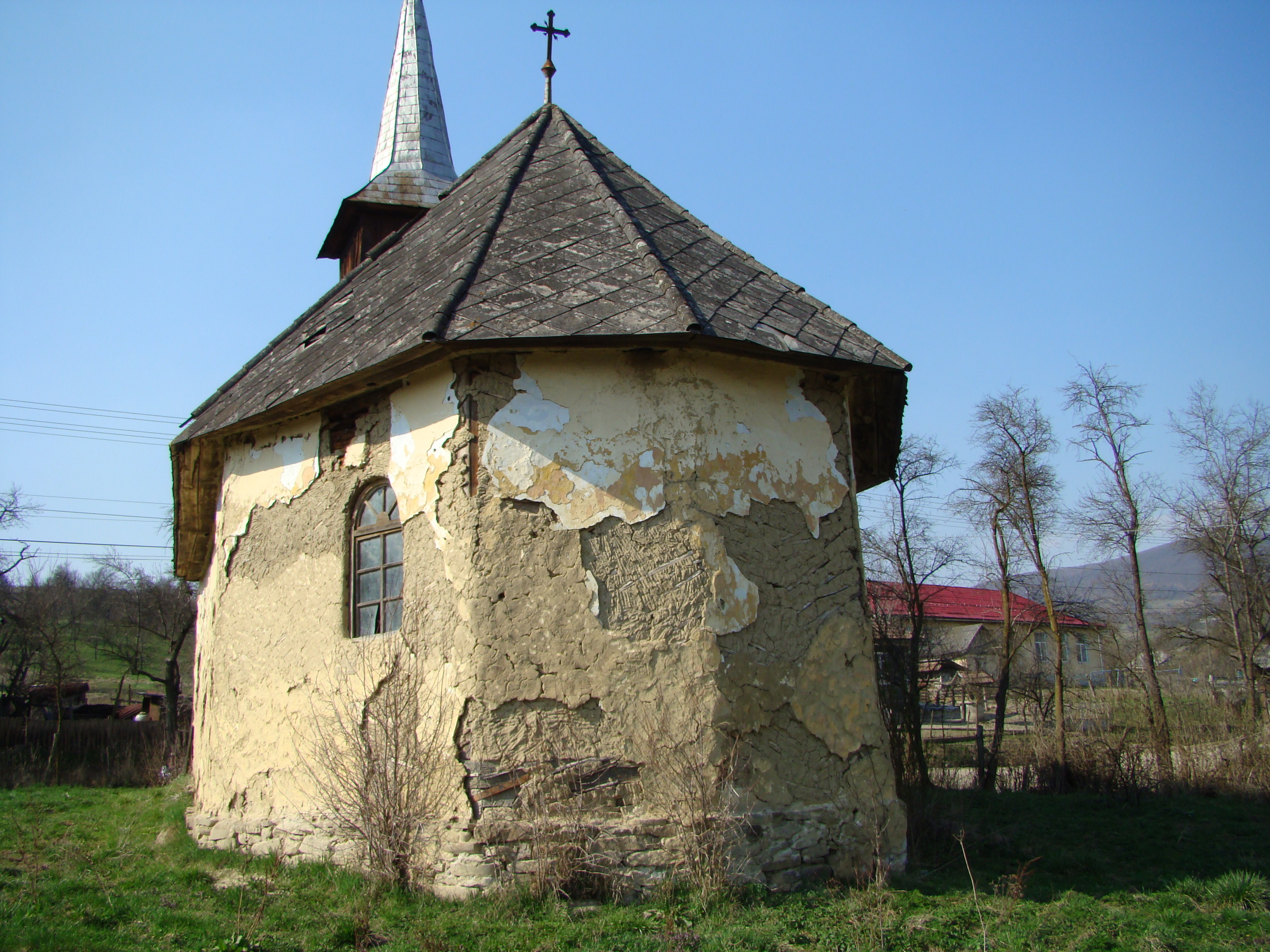
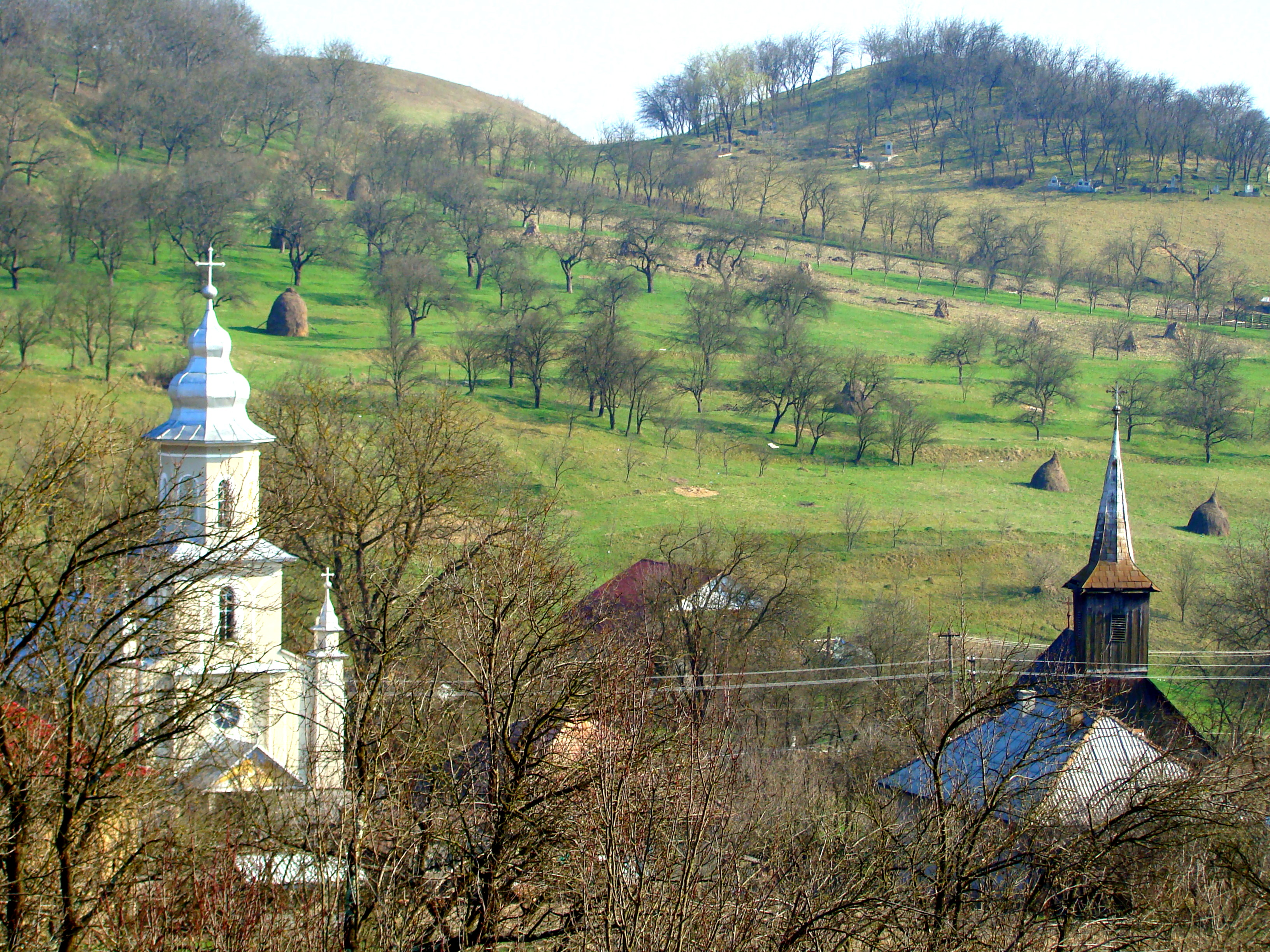